# Malcolm Borwick
Malcolm Borwick ist ein britischer Polospieler mit einem Handicap von 6.
Seiner Familie gehört das Blair Castle. Borwick studierte an der Durham University. 1995 wurde er im Team mit Satnam Dhillon, Jamie Morrison und Luke Tomlinson Europameister. 2010 gewann er den Silver Cup in Saint-Tropez.